# 沙羅伊區

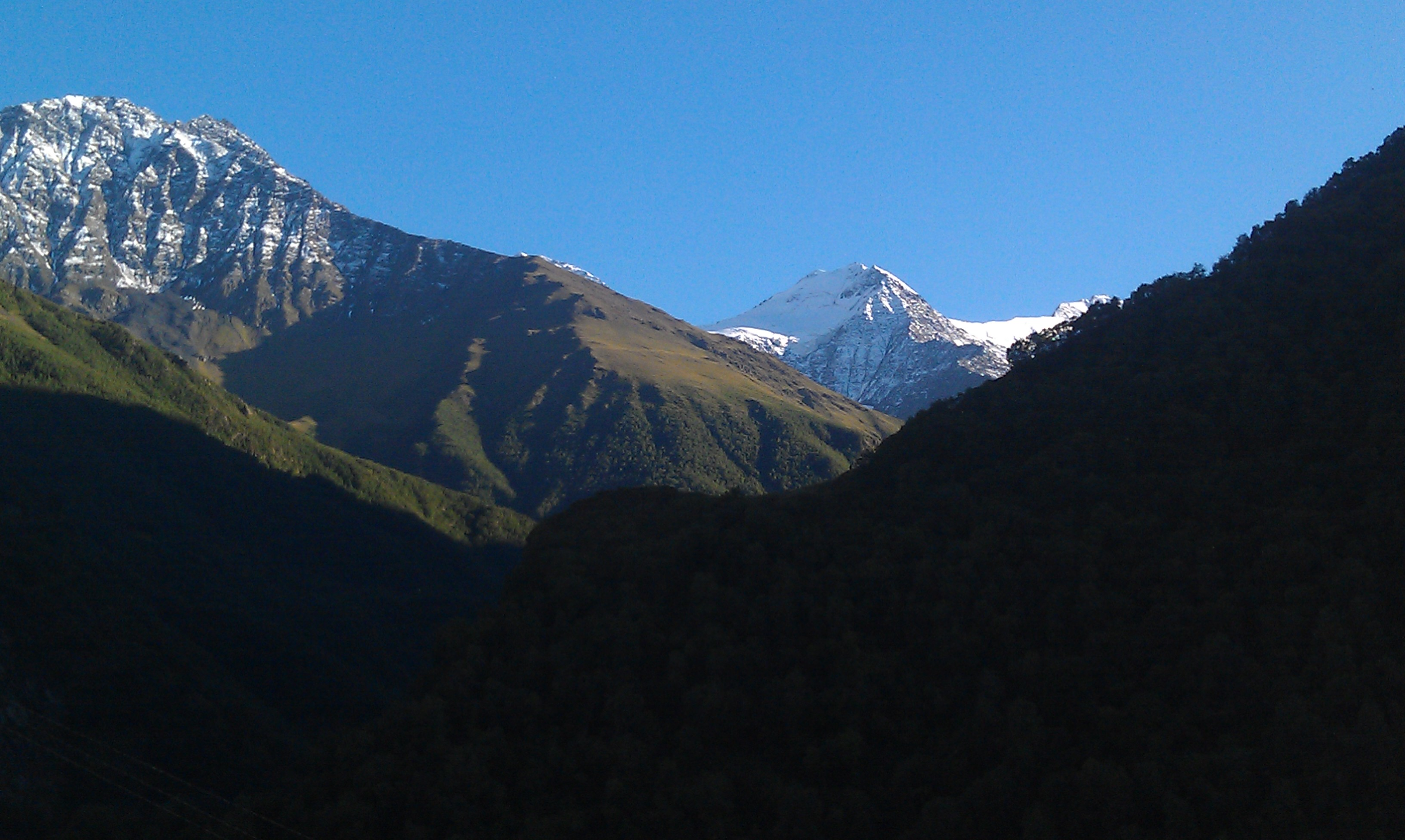

42°39′12″N 45°51′09″E / 42.65333°N 45.85250°E
沙羅伊區（俄语：Шаройский район），是俄羅斯的一個區，位於該國西南部，由車臣共和國負責管轄，面積400平方公里，2010年人口3,094，人口密度每平方公里7.74人。